# FeliCa
FeliCa(펠리카)는 소니가 개발한 비접촉 IC 카드 기술 방식이다. 영어로 행복을 의미하는 Felicity와 Card를 조합해 만들어진 명칭으로, 소니의 등록 상표이다.

## 같이 보기
- 소니
- BRAVIA